# Landesregierung Josef Krainer junior IV
Die Landesregierung Josef Krainer junior IV wurde nach der Landtagswahl in der Steiermark 1991 am 18. Oktober 1991 vom Steiermärkischen Landtag ernannt. Die Landesregierung von Josef Krainer junior bestand bis 23. Jänner 1996, worauf er nach Stimmverlusten bei der Landtagswahl in der Steiermark 1995 zurücktrat und Waltraud Klasnic das Amt übernahm. Nach dem Proporz-System wurden je vier Mandate an ÖVP und SPÖ, und ein Mandat an die FPÖ vergeben.

## Regierungsmitglieder
| Amt                                                     | Name                     | Partei | Ressorts |
| ------------------------------------------------------- | ------------------------ | ------ | -------- |
| Landeshauptmann                                         | Josef Krainer junior     | ÖVP    |          |
| 1. Landeshauptmann-Stellvertreter                       | Peter Schachner-Blazizek | SPÖ    |          |
| 2. Landeshauptmann-Stellvertreterin                     | Waltraud Klasnic         | ÖVP    |          |
| Landesrat                                               | Gerhard Hirschmann       | ÖVP    |          |
| Landesrat                                               | Erich Pöltl              | ÖVP    |          |
| Landesrat                                               | Hans-Joachim Ressel      | SPÖ    |          |
| Landesrat                                               | Michael Schmid           | FPÖ    |          |
| Landesrätin                                             | Anna Rieder              | SPÖ    |          |
| Landesrat                                               | Dieter Strenitz          | SPÖ    |          |
| Vorzeitig ausgeschiedene Mitglieder der Landesregierung |                          |        |          |
| 2. Landeshauptmann-Stellvertreter                       | Franz Hasiba             | ÖVP    |          |
| Landesrat                                               | Erich Tschernitz         | SPÖ    |          |